# Euphorbia ernestii
Euphorbia ernestii es una especie fanerógama perteneciente a la familia de las euforbiáceas.  Es originaria de  Sudáfrica.

## Descripción
Es un arbusto perennifolio enano con hojas suculentas que alcanza un tamaño de  0.01 - 0.05 m de altura. Se encuentra en Sudáfrica a una altitud de 1500 - 1615 metros. 

## Taxonomía
Euphorbia ernestii fue descrita por Nicholas Edward Brown y publicado en Flora Capensis 5(2): 307. 1915.
Etimología
Euphorbia: nombre genérico que deriva del médico griego del rey Juba II de Mauritania (52 a 50 a. C. - 23), Euphorbus, en su honor – o en alusión a su gran vientre –  ya que usaba médicamente Euphorbia resinifera. En 1753 Carlos Linneo asignó el nombre a todo el género.
ernestii: epíteto otorgado en honor de su descubridor, Ernest Edwart Galpin (1858-1941), botánico amateur que la descubrió cerca de la ciudad de Queenstown en Sudáfrica.